# Бедренец близкий
Бе́дренец близкий (лат. Pimpinella affinis) — двулетнее травянистое растение, вид рода Бедренец (Pimpinella) семейства Зонтичные (Apiaceae).

## Распространение и экология
Ареал вида охватывает Малую Азию, Кавказ, Закавказье, Иран и Среднюю Азию.
Произрастает на сухих лугах, на склонах, около жилья, во фруктовых садах, в посевах пшеницы.

## Ботаническое описание
Корень вертикальный или восходящий, толщиной 3—4 мм. Стебель высотой 25—60 см, прямой, ветвистый, густо опушённый короткими отстоящими волосками, редко совершенно голый.
Прикорневые листья продолговатые, длиной вместе с черешком 10—15 см, шириной 3—4 см, просто-перистые, с широкояйцевидными или почти округлыми, по краю неровно-зубчатыми сидячими долями, длиной 1,5—3 см, шириной 1—3 см, покрытыми короткими, отстоящими волосками. Верхние листья более мелкие, просто- или дваждыперистые с ланцетовидными или почти линейными долями.
Зонтики в поперечнике 3—5 см, с 10—45 неодинаковыми по длине лучами, опушёнными короткими отстоящими волосками, зонтички в поперечнике около 8 мм. Обёртки и обёрточки отсутствуют. Лепестки белые, выемчатые с загнутой внутрь верхушкой, снаружи волосистые.
Плод яйцевидный, волосистый, длиной около 1 мм.

## Таксономия
Вид Бедренец близкий входит в род Бедренец (Pimpinella) семейства Зонтичные (Apiaceae) порядка Зонтикоцветные (Apiales).
|  |                                      |  |                                                             |                                                             |                     |  | ещё 8 семейства (согласно Системе APG II) | ещё 8 семейства (согласно Системе APG II) |                      |  |  |  | ещё около 150 видов |
|  |                                      |  |                                                             |                                                             |                     |  | ещё 8 семейства (согласно Системе APG II) | ещё 8 семейства (согласно Системе APG II) |                      |  |  |  | ещё около 150 видов |
|  |                                      |  |                                                             | порядок Зонтикоцветные                                      |                     |  |                                           |                                           | род Бедренец         |  |  |  |                     |
|  |                                      |  |                                                             | порядок Зонтикоцветные                                      |                     |  |                                           |                                           | род Бедренец         |  |  |  |                     |
|  | отдел Цветковые, или Покрытосеменные |  |                                                             |                                                             | семейство Зонтичные |  |                                           |                                           | вид Бедренец близкий |  |  |  |                     |
|  | отдел Цветковые, или Покрытосеменные |  |                                                             |                                                             | семейство Зонтичные |  |                                           |                                           |                      |  |  |  |                     |
|  |                                      |  | ещё 44 порядка цветковых растений (согласно Системе APG II) | ещё 44 порядка цветковых растений (согласно Системе APG II) |                     |  |                                           | ещё более 300 родов                       | ещё более 300 родов  |  |  |  |                     |
|  |                                      |  |                                                             | ещё 44 порядка цветковых растений (согласно Системе APG II) |                     |  |                                           |                                           | ещё более 300 родов  |  |  |  |                     |